# Corchorus pumilio
Corchorus pumilio là một loài thực vật có hoa trong họ Cẩm quỳ. Loài này được R.Br. ex Benth. mô tả khoa học đầu tiên năm 1863.